# Leptobrachium promustache
Leptobrachium promustache es una especie de anfibio anuro de la familia Megophryidae.

## Distribución geográfica
Esta especie habita:
- en el condado de Pingbian, provincia de Yunnan, República Popular de China;
- en la provincia de Lào Cai en Vietnam.[5]

## Publicación original
- Rao, Wilkinson & Zhang, 2006 : A new species of the genus Vigrissaphora (Anura: Megophryidae) from Yunnan province, China. Herpetologica, vol. 62, n.º 1, p. 90-95[6]